# درگیری سپتامبر ۲۰۲۲ ارمنستان و جمهوری آذربایجان
درگیری بین نیروهای ارمنستان و جمهوری آذربایجان در ۱۲ سپتامبر ۲۰۲۲ در امتداد مرز ارمنستان و آذربایجان آغاز شد. هر دو طرف یکدیگر را مسئول تشدید تنش‌ها دانستند. وزارت دفاع ارمنستان مدعی شد که جمهوری آذربایجان با توپخانه و تسلیحات سنگین به مواضع ارامنه در نزدیکی شهرهای واردنیس، گوریس، سوتک و جرموک حمله کرده و مناطق خاصی از خاک ارمنستان را اشغال کرده‌است. وزارت دفاع جمهوری آذربایجان نیز مدعی شد که ارمنستان در نزدیکی مناطق شهرستان داش‌کسن، کلباجار و لاچین «تحریک‌های گسترده» انجام داده و چندین ارتفاع استراتژیک در منطقه مرزی در داخل ارمنستان را تصرف کرده‌است.
روسیه در ۱۳ سپتامبر اعلام کرد که آتش‌بس را میانجیگری کرده‌است، اما هر دو طرف دقایقی پس از اجرایی شدن آتش‌بس نقض شدن آن را تأیید کردند.
بر اساس گزارش نیکول پاشینیان، نخست‌وزیر ارمنستان، حداقل ۱۰۵ نظامی ارمنی کشته شدند. آذربایجان به ۵۰ کشته در میان نیروهای خود اعتراف کرد.
این درگیری اندکی پس از آن آغاز شد که ارتش روسیه در جریان ضدحمله خارکوف اوکراین متحمل شکست‌های جدی از سوی اوکراین شد و قدرت طرح‌ریزی روسیه در منطقه را تضعیف کرد. علاوه بر این تلاش‌های اتحادیه اروپا برای تأمین گاز بیشتر از آذربایجان برای جبران ضرر واردات از روسیه نیز توانایی این اتحادیه را برای میانجیگری در درگیری‌ها تضعیف کرد.

## تاریخچه
در ۱۲ مه ۲۰۲۱، سربازان آذربایجان از چندین کیلومتری ارمنستان در استان‌های سیونیک و گغارکونیک عبور کردند و حدود ۴۱ کیلومتر مربع (۱۶ مایل مربع) از خاک ارمنستان را اشغال کردند. پارلمان اروپا، ایالات متحده و فرانسه، دو نفر از سه رئیس مشترک گروه مینسک سازمان امنیت و همکاری اروپا، از آذربایجان خواستند تا نیروهای خود را از محدوده به رسمیت شناخته شده بین‌المللی ارمنستان خارج کند.
درگیری‌های بیشتری در ژوئیه ۲۰۲۱ و نوامبر۲۰۲۱ رخ داد که از هر دو طرف تلفات گزارش شد. گزارشگران اتحادیه اروپا در بیانیه‌ای مشترک در ۱۷ نوامبر ۲۰۲۱، عملیات نظامی آذربایجان را که در ۱۶ نوامبر۲۰۲۱ آغاز شد را بدترین نقض توافقنامه آتش‌بس ناگورنو قره‌باغ نامیدند.